# The Edsel Show
The Edsel Show – specjalna transmisja telewizyjna, nadawana na żywo 13 października 1957 roku na CBS w Stanach Zjednoczonych. Program ten miał na celu promocję samochodów Edsel firmy Ford Motor Company. W roli prowadzącego wystąpił Bing Crosby i Frank Sinatra.
W programie udział wzięli także Rosemary Clooney, Louis Armstrong, Lindsay Crosby i Bob Hope.